# Kara Denby
Pour les articles homonymes, voir Denby.
Kara Denby (née le 28 mai 1986 à Northridge), est une nageuse américaine, spécialiste de la nage libre. Elle a nagé pour l'Université d'Auburn. 

## Carrière
Lors des Championnats du monde en petit bassin 2008, sa seule sélection pour un rendez-vous international, elle est médaille d'or sur le relais 4 x 100 m quatre nages avec Margaret Hoelzer, Jessica Hardy et Rachel Komisarz avec en prime un nouveau record du monde. Dans la même compétition, elle a fini cinquième du 100 m nage libre. Elle échoue à se qualifier pour les Jeux olympiques de Pékin l'été qui vient.

## Palmarès
- Championnats du monde 2008 à Manchester (Royaume-Uni) :
  -  Médaille d'or au titre du relais 4 x 100 m quatre nages